# Ammassivik
Ammassivik (Angmagssivik avant 1973, anciennement Sletten en danois) est un village groenlandais situé dans la municipalité de Kujalleq près de Nanortalik au sud du Groenland. La population était de 40 habitants en 2012.